# Bayswater (Victoria)
Bayswater ist ein Stadtteil der australischen Metropole Melbourne. Er befindet sich etwa 26 km östlich der Innenstadt.

## Geschichte
Das erste Postamt in der Gegend wurde 1882 unter dem Namen Scoresby North eröffnet. 1889 wurde eine Eisenbahnverbindung nach Melbourne gebaut. Im selben Jahr wurde das Postamt in Bayswater umbenannt.
In den späten 1940er Jahren siedelten sich deutsche Immigranten der Tempelgesellschaft in Bayswater und dem benachbarten Boronia an. 1951 kaufte die Gesellschaft 100 Acres (etwa 40 ha) Land und errichtete dort ein Versammlungsgebäude und eine Schule. Noch heute betreibt die Tempelgesellschaft in Bayswater ein Altenheim und mehrere Siedlungen.